# Новониколаевка (Синельниковский район)
Новоникола́евка (укр. Новомиколаївка) — село,
Майский сельский совет,
Синельниковский район,
Днепропетровская область,
Украина.
Код КОАТУУ — 1224883507. Население по переписи 2001 года составляло 43 человека.

## Географическое положение
Село Новониколаевка находится на берегу пересыхающей реки Березнеговатая,
выше по течению на расстоянии в 4 км расположено село Романовка,
ниже по течению на расстоянии в 3,5 км расположено село Максимовка.
На расстоянии в 1 км расположено село Майское.
Рядом проходит автомобильная дорога Т-0426.